# Josefs-Gesellschaft
| Sparten und Dienstleistungsbereiche der JG-Gruppe (Stand 2014) | Sparte                                          | Plätze |
| -------------------------------------------------------------- | ----------------------------------------------- | ------ |
| Kindergarten und Schule                                        |                                                 | 1449   |
| Berufsausbildung                                               | Berufsvorbereitungsjahr                         | 183    |
|                                                                | Berufskollegs                                   | 769    |
|                                                                | Berufsbildungswerke                             | 890    |
|                                                                | Berufsförderungswerke                           | 743    |
| Arbeit und Beschäftigung                                       | Werkstätten für behinderte Menschen             | 1553   |
|                                                                | Integrationsfirmen                              | 323    |
|                                                                | Tagesförderung                                  | 388    |
| Wohnen und Freizeit                                            | Jugendhilfe                                     | 121    |
|                                                                | Wohnen für Kinder und Jugendliche               | 579    |
|                                                                | Wohnen für Erwachsene                           | 1364   |
|                                                                | Ambulante Dienste / Familienentlastender Dienst | 514    |
|                                                                | Betreutes Wohnen                                | 521    |
| Altenheim                                                      |                                                 | 309    |
| Krankenhaus                                                    |                                                 | 455    |
| Gesamt                                                         |                                                 | 10.057 |

Die Josefs-Gesellschaft e. V. (JG-Gruppe) ist ein katholischer Träger von Krankenhäusern, Altenheimen und Einrichtungen für Menschen mit Behinderung und Mitglied im Deutschen Caritasverband.
Die JG-Gruppe bietet differenzierte Hilfe und hält rund 10.000 Plätze für Behinderte mit über 10.000 Mitarbeitern in rund 50 Leistungsbereichen vor. In den Einrichtungen der JG-Gruppe gehen die Menschen eigenverantwortliche Schritte der schulischen, beruflichen und sozialen Rehabilitation. Die JG-Gruppe setzt sich gesellschaftspolitisch für die Rechte Behinderter und für ihre Integration ein.
Die JG-Gruppe ist Mitglied im Brüsseler Kreis, einer Kooperation von 13 deutschen konfessionellen Sozialunternehmen.
Seit 2001 ist sie Voll-Mitglied der 'European Platform for Rehabilitation', einem Zusammenschluss von Sozialunternehmen aus über 20 europäischen Ländern mit Sitz in Brüssel.

## Gründung und Geschichte
Die Josefs-Gesellschaft wurde 1904 auf Initiative des Pfarrers Heinrich Sommer in Bigge im Sauerland gegründet. Damit nahm der Verein ein Anliegen des Katholikentages 1903 in Köln auf, der sich für die „Krüppelfürsorge“ und für katholische „Krüppelanstalten“ ausgesprochen hatte. Die Gründungsmitglieder verfolgten das Anliegen, die Lebensbedingungen von körperbehinderten jungen Menschen durch medizinische Pflege und vor allem durch eine Berufsausbildung zu verbessern. Erster Vorsitzender war der ehemalige Landrat Hans Carl Federath. In den folgenden Jahrzehnten, in denen Conrad Freiherr von Wendt von 1914 bis 1945 Vorstandsvorsitzender war, wuchs die Josefs-Gesellschaft kontinuierlich durch Neugründungen und Übernahme von Trägerschaften auf deutschlandweit 25 Gesellschaften mit einem Schwerpunkt in Nordrhein-Westfalen. Von 1945 bis 1972 leitete Wilhelm Rombach den Vorstand der JG. Selbst von Geburt an behindert, war ihm das Engagement für Behinderte lebenslang ein wichtiges Anliegen. Seit den dreißiger Jahren war er Vorstandsmitglied des Vinzenz-Heims in Aachen, später auch Vorstandsmitglied der Josefs-Gesellschaft.
Ab 1959 bot die JG Contergan-Geschädigten Förderungen und Hilfen an.
Im Jahr 1972 gründete sie in Hamm das Berufsförderungswerk zur beruflichen Rehabilitation körperbehinderter Erwachsener. Bis Mitte der 1980er Jahre entstanden in weiteren Einrichtungen Berufsbildungswerke.
Ab etwa 1990 entwickelten immer mehr Einrichtungen der JG ambulante Dienste.
Im Jahr 2004 übernahm die JG die Trägerschaft über das Berufsförderungswerk Bad Wildbad im Schwarzwald.
Zum 1. Juni 2010 stellte die JG das Kuratorium des Sankt Vincenzstifts in Aulhausen. Am 1. Januar 2012 ging das operative Geschäft der St. Vincenzstiftung in die Sankt Vincenzstift gGmbH als Tochterfirma der JG-Gruppe über.
Von 1986 bis 2014 war Franz Kaspar Vorsitzender des Aufsichtsrates; von 2014 bis 2016 übte Volker Odenbach dieses Amt aus. Seit Januar 2017 ist Reinhard Elzer Vorsitzender des Aufsichtsrates.

## Organisation
Unter dem Dach der Holding der Josefs-Gesellschaft gAG sind folgende eigenständige Einrichtungen und Firmen zusammengeschlossen:

### Einrichtungen
- Antoniushaus, Hochheim am Main, 380 Plätze: Mitten in der Rhein-Main-Taunus-Region werden im Antoniushaus Hochheim in der Peter-Josef-Briefs-Schule und in der Edith-Stein-Schule für Wirtschaft und Verwaltung Schulplätze für körperbehinderte Menschen angeboten. Angeschlossen ist ein Schülerinternat. Für erwachsene Behinderte stehen differenzierte Wohnplätze offen.
- Benediktushof, Reken, 629 Plätze: Der Benediktushof Maria Veen im Münsterland offeriert als Bündeleinrichtung Wohnplätze für Kinder, Jugendliche und Erwachsene mit Behinderung sowie Ausbildungsplätze in einem Berufsbildungswerk und Arbeitsplätze in einer Werkstatt für behinderte Menschen und in einer Integrationsfirma.
- Berufsförderungswerk Bad Wildbad, 230 Plätze: Im Berufsförderungswerk Bad Wildbad stehen Angebote im Bereich der Umschulung in neue Berufe und Klinikbetten für Patienten mit Querschnittlähmungen und ähnlichen Behinderungsbildern zur Verfügung. Eine Beratungsstelle und eine Fahrschule zur Wiedererlangung der Mobilität ergänzen das Angebot.
- Berufsförderungswerk Hamm GmbH, 600 Plätze: Die Angebote des Berufsförderungswerkes Hamm beinhalten das Reha-Assessment, die Reha-Vorbereitung, vielfältige Ausbildungs- und Qualifizierungsmaßnahmen und einen angegliederten Wohnbereich. Die Josefs-Gesellschaft ist neben Kolping und KAB der Diözese Paderborn mit 50 % an der Trägerschaft beteiligt.
- Conrad-von-Wendt-Haus, Dahn, 50 Plätze: Die Josefs-Gesellschaft hat in Dahn ein Wohnheim für Menschen mit Behinderung eröffnet. Das Haus liegt in der Stadtmitte des heilklimatischen Kurortes umgeben vom Pfälzerwald. Die Bewohner können hier in großzügigen Wohnapartments neuen Lebensmittelpunkt
- Eduardus-Krankenhaus, Köln, 287 Plätze: Das international bekannte Eduardus-Krankenhaus in Köln am Rhein ist mehr als nur ein Krankenhaus. Es bietet die Abteilungen Orthopädie, Orthopädische Rheumatologie, Unfallchirurgie, Innere Medizin, Chirurgie, Anästhesie und Radiologie. Unter dem Dach des Krankenhauses gibt es eine Gesundheits- und Krankenpflegeschule, die Werkstatt für Orthopädie-Technik, das RheumaZentrum sowie Praxen für niedergelassene Ärzte, eine Ergotherapie, eine Krankenhausapotheke, den Hospiz e. V. und das „Reha-Deutz Gesundheits- und Rehabilitationszentrum“ sowie eine staatlich anerkannte Schule für Physiotherapie.
- Elisabeth-Klinik, Bigge, 190 Plätze: Die Elisabeth-Klinik, Bigge in Olsberg im Hochsauerland ist eine überregional anerkannte Fachklinik für Orthopädie, Rheumatologie, Innere Medizin und Internistische Rheumatologie mit einer ausgewiesenen Abteilung für Frührehabilitation.
- Haus Elisabeth, Dillenburg, 118 Plätze: Das Haus Elisabeth ist eine Wohn-, Betreuungs- und Pflegeeinrichtung für ältere und pflegebedürftige Menschen am Stadtrand von Dillenburg, im Lahn-Dill-Kreis gelegen. Hier erhalten sie nicht nur kompetente Pflege, sondern auch liebevolle Unterstützung und eine Tagesgestaltung, die ihren Vorstellungen, Wünschen und Fähigkeiten entspricht. Einbettzimmer gehören zum Standard.
- Haus Golten, Geldern, 99 Plätze: Das Altenheim Haus Golten liegt in einer Parkanlage am Flusslauf der Niers, eingebettet in die weitläufige Niederrheinlandschaft. Das Haus bietet vor allem ein gefächertes Angebot von Tages- und Kurzzeitpflege bis zum vollstationären Wohnen, vornehmlich in Einzelzimmern und Seniorenwohnungen.
- Haus Rheinfrieden, Rhöndorf, 198 Plätze: Im Haus Rheinfrieden in Rhöndorf am Rhein leben und lernen Jugendliche und junge Erwachsene. Das Nell-Breuning-Berufskolleg für Wirtschaft und Verwaltung gewährleistet eine breitgefächerte Handelsschulausbildung, die zu unterschiedlichen Abschlüssen führt. Das Internat und die Außenwohngruppen bieten körperbehinderten Schülern einen ansprechenden Wohnraum.
- Heinrich-Haus, Neuwied, Die Plätze in der Großeinrichtung Heinrich-Haus Neuwied am Rhein umfassen unter anderem differenzierte Wohnangebote für Kinder, Jugendliche und erwachsene Menschen mit Behinderung, die Christiane-Herzog-Schule und die Wilhelm-Albrecht-Schule, das Berufsbildungswerk in Heimbach-Weis mit integrierter Berufsbildender Schule, Werkstattstandorte für Menschen mit Behinderung, Tagesförderstätten und Integrationsfirmen.
- Josefshaus, Lipperode, 97 Plätze: Als Teil des Josefsheim Bigge bietet das Josefshaus Lipperode zeitgemäße differenzierte Wohnformen. Es verbindet im benachbarten Haus mit den „Lipperoder Werkstätten“ Wohn- und Arbeitswelt auf einem Gelände. Als Partner von Industrie und Handwerk legen die Lipperoder Werkstätten größten Wert auf eine hohe Qualität. Josefsheim Bigge

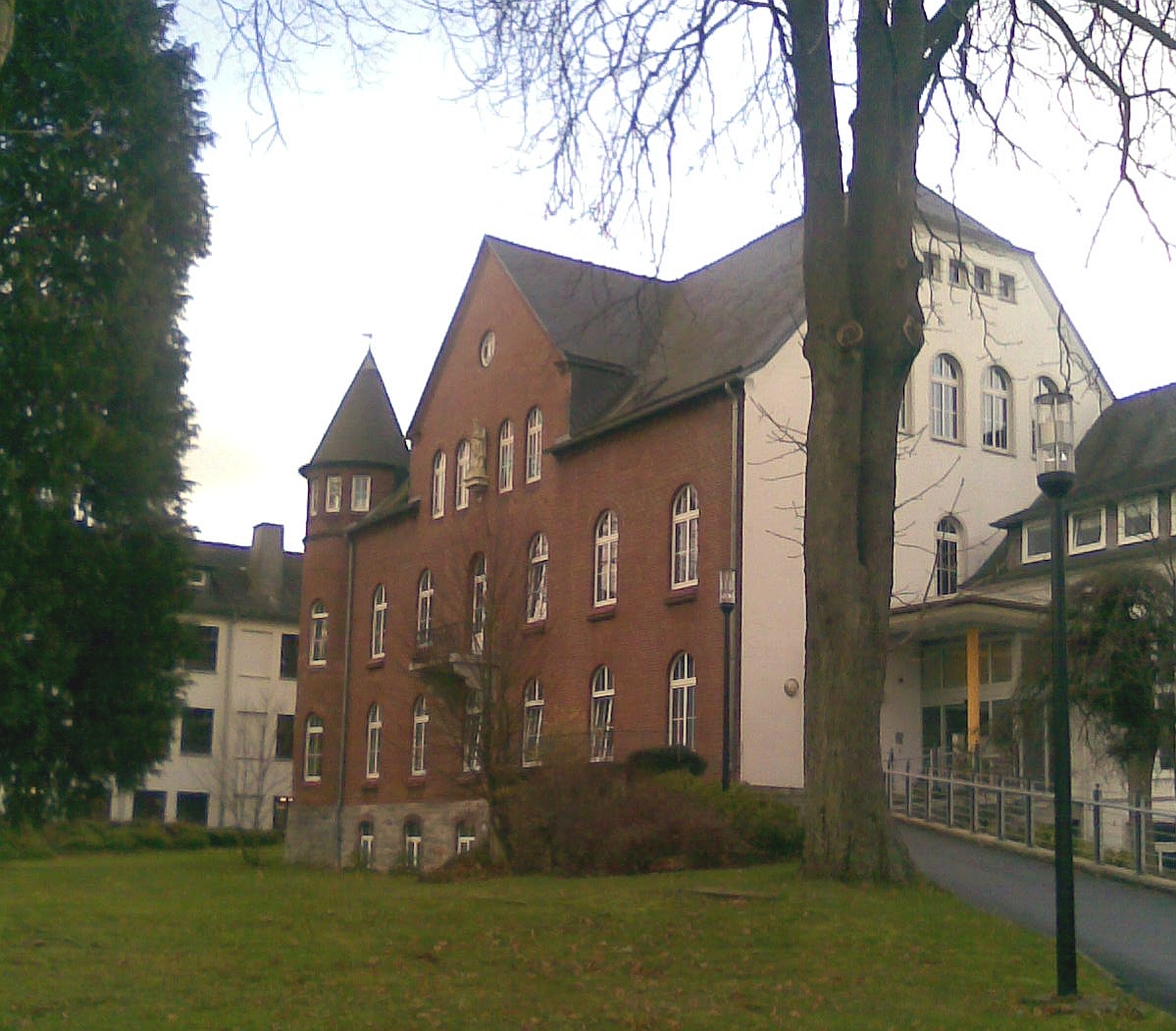
Josefsheim Bigge

- Josefsheim Bigge, 732 Plätze: Das Josefsheim Bigge, die Bündeleinrichtung mit langer Tradition im Hochsauerland, bietet einen heilpädagogischen Kindergarten, ein Schulinternat für Kinder und Jugendliche, ein Berufsbildungswerk und das Heinrich-Sommer-Berufskolleg mit angeschlossenen Wohnmöglichkeiten, eine Werkstatt für behinderte Menschen und einen großen sehr differenzierten Wohnbereich. Darüber hinaus existiert im Josefsheim das Angebot der Offenen Hilfen, die sich in ambulante Dienste beim Betreuten Wohnen und in Familienpflege aufteilen, sowie eine Brauerei als Integrationsfirma.
- JOVITA Rheinland, Troisdorf, 24 Wohn-Plätze, 74 Menschen in ambulanter Betreuung: Die JOVITA Rheinland gGmbH ist ein Dienstleister für Menschen mit Körper-, Lern- und Sinnesbehinderungen. Das Leistungsspektrum richtet sich an Menschen aller Altersgruppen und beinhaltet stationäre und ambulante Wohnangebote und Dienstleistungen im Gebiet Köln/Bonn und dem Rhein-Sieg-Kreis.
- Kardinal-von-Galen-Haus, Dinklage, 314 Plätze: Das Kardinal-von-Galen-Haus Dinklage in Niedersachsen stellt Plätze für Kinder und Jugendliche in seiner eigenen Schule sowie in einem angeschlossenen Internat bereit. Außerdem bietet es Wohnplätze in Außenwohngruppen. 2008 wurde zudem ein Pflegewohnheim für junge erwachsene Körperbehinderte vor Ort eröffnet.
- Rehabilitations-Zentrum Stadtroda, 182 Plätze: In Thüringen umfassen die Angebote des Rehabilitations-Zentrums Stadtroda an mehreren Standorten zwei Tagesstätten, eine Werkstatt für behinderte Menschen und sehr differenzierte Wohnformen von stationären Wohnmöglichkeiten über ein Übergangswohnheim bis hin zu Betreutem Wohnen für psychisch beeinträchtigte und behinderte Menschen. Weitere Gesellschafter sind neben der Josefs-Gesellschaft mit 55 %, der Saale-Holzlandkreis und die Stadt Stadtroda.
- St. Vincenzstift Aulhausen Aulhausen, 1000 Plätze: Das St. Vincenzstift in Aulhausen betreut und begleitet Menschen mit einer geistigen und/oder Mehrfachbehinderung. Das Spektrum der Behindertenhilfe reicht von dezentralen Kinderhäusern bis hin zu Erwachsenenwohngruppen. In der Jugendhilfe Marienhausen leben außerdem rund 70 Kinder und Jugendliche. Darüber hinaus betreibt das St. Vincenzstift eine integrative Kita und eine dreigliedrige Schule mit rund 300 internen und externen Schülern.
- Vinzenz-Heim, Aachen, 339 Plätze: Das Vinzenz-Heim in Aachen entwickelte sich zu einem Spezialanbieter für den Wohnbereich mit zahlreichen Außenwohngruppen und Wohnhäusern für Kinder, Schüler und erwachsene Menschen mit Behinderung. Zum Vinzenz-Heim gehört das Berufskolleg für Wirtschaft und Verwaltung mit einer privaten, staatlich anerkannten zweijährigen Handelsschule.
- Zentrale der Josefs-Gesellschaft e. V. Köln: Aufgrund der Ausdehnung der Josefs-Gesellschaft e. V. wurde die Zentralverwaltung bereits 1926 nach Köln verlegt.

### Integrationsfirmen
Die Josefs-Gesellschaft unterstützt die Eingliederung behinderter Menschen in den Arbeitsmarkt durch eigene Integrationsfirmen:
- DG Mittelrhein gGmbH: Arbeitsplätze in drei Postagenturen mit Schreibwarenverkauf und Buchbestellservice, ergänzt durch eine Lohnkonfektionierung.
- DGT Dienstleistungs-Gesellschaft Taunus GmbH: Arbeitsplätze im Dienstleistungsbereich von Bürotätigkeiten bis zur Gartenarbeit. Angeschlossen sind eine Übungswerkstatt und ein Integrationscenter.
- Dienst-Leistungs-Center DLC Neuwied gGmbH: Arbeitsplätze für Menschen mit Körperbehinderungen in allen Bereichen der Bürowirtschaft.
- Josefs-Brauerei gGmbH: Arbeitsplätze für behinderte Menschen in der Getränkeherstellung, Vertrieb und Verkauf.
- Transfair-Montage GmbH Maria Veen: Arbeitsplätze für Zweiradmontage und Metallbearbeitung.

### Weitere Firmen der JG-Gruppe
- JG-Services GmbH: Die JG-Services beschäftigt sich mit der Reinigung, Zusammenstellung und Sterilisation von OP-Instrumentensets.